# Sasso Marconi
Sasso Marconi är en ort och kommun i storstadsregionen Bologna, innan 2015 i provinsen Bologna, i regionen Emilia-Romagna i Italien. Kommunen hade 14 909 invånare (2018).